# ビャチェスラフ・マカランカ
ビャチェスラフ・マカランカ (Viachaslau Makaranka、1975年9月19日-)は、ベラルーシのレスリング選手。2004年アテネオリンピックレスリンググレコローマンスタイル84kg級の銅メダリストである。

## 実績
- オリンピック
  - 2004年アテネオリンピック　銅メダル
- ヨーロッパ選手権
  - 優勝　2000年
  - 3位　2002年